# Meus
Meus – wielkanocny zwyczaj praktykowany w Wielką Niedzielę w Wielopolu Skrzyńskim w województwie podkarpackim.
Zwyczaj pochodzi z XVII wieku. Według legendy tradycja meusu nawiązuje do powrotu króla Jana III Sobieskiego spod Wiednia, który miał ofiarować mieszkańcom Wielopola zdobyty bęben turecki. W Wielką Sobotę o północy straż Grobu Pańskiego przy wtórze bębna obchodzi dookoła kościół, a następnie udaje się do wsi budząc mieszkańców na mszę rezurekcyjną. Właściwy pochód rozpoczyna się w środku dnia w Niedzielę Wielkanocną. Pochód rozpoczyna się spod kościoła; towarzyszy mu bicie w bęben. Następnie przechodzi pod znajdującą się w Wielopolu figurę św. Jana Nepomucena, pochód kończy się na cmentarzu cholerycznym. Wykonywane są tam pieśni religijne za zmarłych, zgodnie z tradycją każdy uczestnik pochodu powinien uderzyć w bęben. Dźwięk bicia w bęben ma symbolizować odgłos pękania skał i trzęsienia ziemi w czasie zmartwychwstania.